# Lars Saabye Christensen

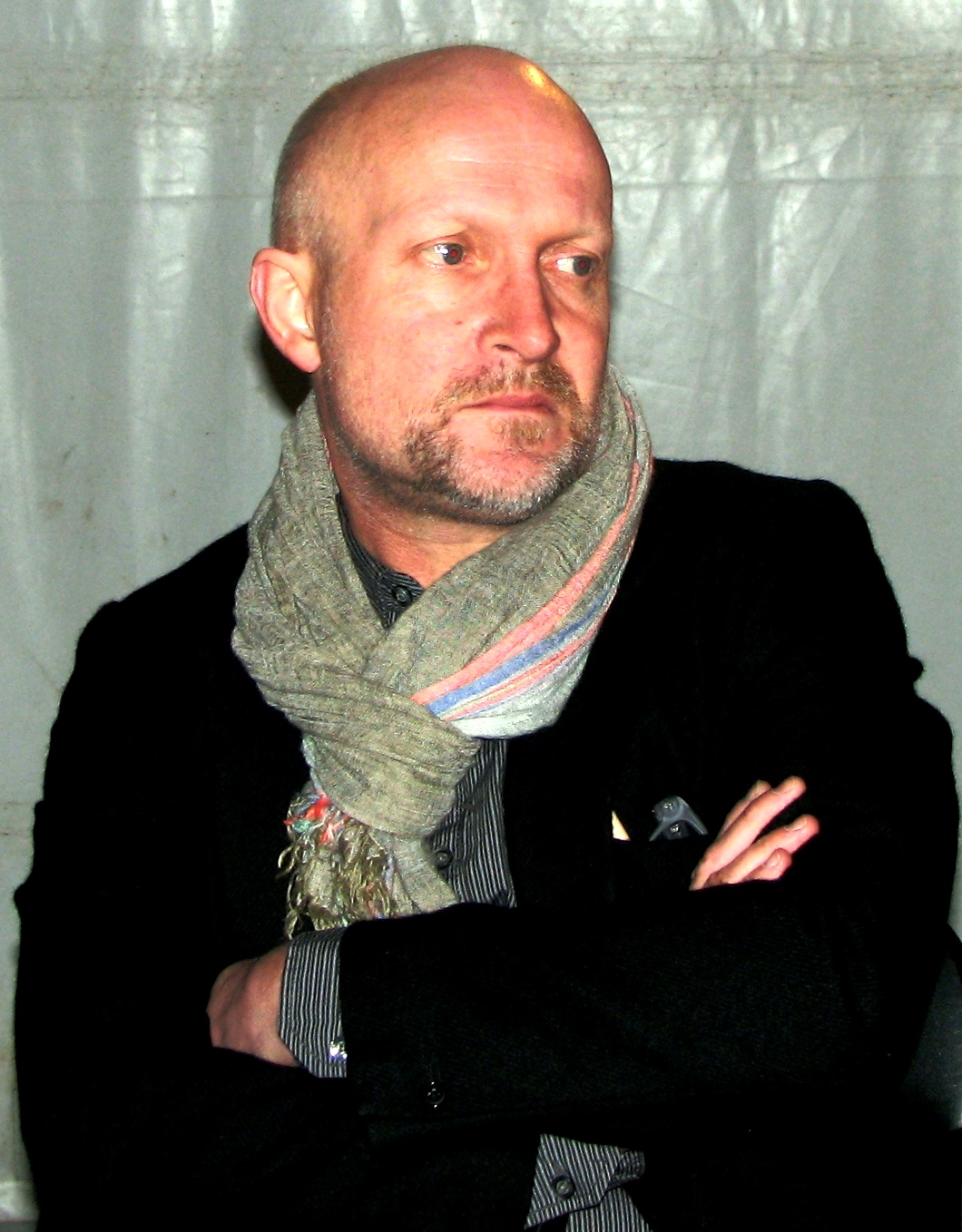
Lars Saabye Christensen (2010)

Lars Saabye Christensen (Oslo, 21 september 1953) is een Noors schrijver. Hij schrijft vooral romans, maar ook poëzie, scenario's, misdaadromans, drama, songteksten en kinderboeken. Zijn grote, ook internationale, doorbraak kwam in 2001 met het boek Halvbroren (door Paula Stevens in het Nederlands vertaald als De halfbroer).

## Levensloop en werk
Lars Saabye Christensen, die het Deens staatsburgerschap bezit, groeide op in Skillebekk, een wijk aan de zuidwestkant van Oslo. Later woonde hij langere tijd in Sortland in Nordland. Beide plaatsen komen meermaals terug in zijn werk. Tegenwoordig woont hij samen met zijn echtgenote in Oslo, opnieuw in Skillebekk.
Christensen debuteerde in 1976 met de dichtbundel Historien om Gly en ontving daarvoor direct de 'Tarjei Vesaas' debutantenprijs. Hoewel Christensen ook meerdere toneelstukken heeft geschreven werd hij vooral bekend door zijn romans. Zijn eerste roman, Amatøren verscheen in 1977. Groot succes, met name in Noorwegen maar ook daarbuiten, had hij met zijn lijvige boekwerk Beatles (1984, over het 'coming-of-age'-proces van een viertal Oslose adolescentenvrienden in de jaren 60), en kort daarna met Herman (1988, later ook verfilmd).
In 2001 publiceerde Christensen Halvbroren (De halfbroer), dat vooralsnog zijn 'magnum opus' mag heten. In deze indringende familieroman verhaalt hij van Barnum en Fred, twee halfbroers die opgroeien in de jaren vijftig in Oslo, in een milieu gedomineerd door drie vrouwen: hun moeder, hun grootmoeder en hun overgrootmoeder. Iedereen in deze roman heeft zijn geheimen, zijn leugens, zijn pijnlijke herinneringen, stille wonden... Over veel wordt niet gesproken, maar de traumatische ervaringen van de hoofdpersonen zorgen voor een voortdurend toenemende spanningsboog en bezwangeren het boek naar een climax.
Christensen ontving voor Halvbroren onder meer de literatuurprijs van de Noordse Raad. Van Halvbroren werden in Noorwegen meer dan 200.000 exemplaren verkocht. 
Bekende boeken uit recente jaren zijn de ook in het Nederlands vertaalde romans Het model, De entertainer en Maskerade.
Lars Saabye Christensen is lid van Det Norske Akademi.

## Typering
De boeken van Christensen kenmerken zich door een weemoedige toon, waarachter echter altijd de humor doorschemert. Hij beschrijft vooral de 'dramatiek van de kleine gebeurtenissen'. Daarnaast probeert Christensen nadrukkelijk de tijdgeest op te roepen.
Hoofdthema's in de boeken van Christensen zijn eenzaamheid en onzekerheid, zowel bij volwassenen als kinderen. Veelvoorkomend is het outsider-motief. Christensen geeft zijn hoofdpersonen nogal eens een (lichamelijk) gebrek mee, waarmee hij ze enigszins buiten de samenleving plaatst en waardoor ze de maatschappij vaak van buitenaf bekijken. In combinatie daarmee ontwikkelen ze vaak merkwaardige, soms ook nare, moeilijk te doorgronden trekjes. Het onheilspellende sluipt steeds geleidelijk merkbaar zijn boeken in, maar het is moeilijk te zien hoe en wanneer dat precies gebeurt. 
Er zit verder veel zwarte humor in de boeken van Christensen. Ook is er voortdurend sprake van onverwachte wendingen.

## Hamsun
Het werk van Christensen vetoont in menig opzicht onmiskenbaar verwantschap met het werk van zijn landgenoot-schrijver en Nobelprijswinnaar Knut Hamsun (1859-1952). De figuur en het werk van Hamsun keert steeds weer terug in zijn werk, vaak in een symbolische functie. Zo lijkt de opening van 'Beatles' ontleent aan die van 'Pan', 'De Entertainer' is ontegenzeggelijk gecomponeerd volgens het stramien van 'Mysteriën', en in De Halfbroer trekt hoofdpersoon Barnum zich op aan de aan Hamsun refererende uitspraak 'een schurk kan ook een goed schrijver zijn': na een snelle blik op het script voor de Hamsun-verfilming 'Honger' maakt hij de keuze om scenarioschrijver te worden.

## Opening van 'Beatles'
Ik zit in een zomerhuis en het is herfst. Mijn rechterhand irriteert me, vanwege de hechtingen die er kriskras overheen lopen, en vooral vanwege mijn wijsvinger. Die is krom en scheef als een klauw. Ik moet er steeds naar kijken. Hij klampt zich vast aan de balpen die rode letters schrijft. Het is een buitengewoon lelijke vinger. Jammer dat ik niet linkshandig ben, ooit wilde ik dat graag, linkshandig zijn en basgitaar spelen.